# Wallmershof
Wallmershof ist ein Gemeindeteil des Marktes Uehlfeld im Landkreis Neustadt an der Aisch-Bad Windsheim (Mittelfranken, Bayern). Wallmershof liegt in der Gemarkung Schornweisach.

## Geografie
Südlich des Weilers fließt ein namenloser rechter Zufluss der Weisach. Im Westen liegen die Waldgebiete Dachsbau, Rosenteich und Langerstrich, im Süden der Tiefweiherschlag und im Südosten das Waldgebiet Krähe. Eine Gemeindeverbindungsstraße führt nach Schornweisach zur Kreisstraße NEA 1 (1,1 km nordöstlich) bzw. zur Kreisstraße NEA 12 (0,7 km südöstlich).

## Geschichte
Der Ort wurde im Fraischbuch unter dem Gebirge von 1604 als „Waltmanszhofen uff dem Hawge“ bzw. als „Wallmershoff“ erstmals namentlich erwähnt. Das Bestimmungswort des Ortsnamens ist der Personenname Waldemar.
Gegen Ende des 18. Jahrhunderts gab es in Wallmershof 2 Anwesen (1 Hof, 1 Gütlein). Das Hochgericht übte das Centamt Höchstadt des Hochstifts Bamberg aus. Beide Anwesen hatten das Kastenamt Höchstadt als Grundherrn.
Von 1797 bis 1810 unterstand der Ort dem Justizamt Dachsbach und Kammeramt Neustadt. Im Rahmen des Gemeindeedikts wurde Wallmershof dem 1811 gebildeten Steuerdistrikt Schornweisach und der 1813 gebildeten Ruralgemeinde Schornweisach zugeordnet. Bis 1820 unterstand das Anwesen dem Herrschaftsgericht Burghaslach der Grafen Castell. Am 1. Januar 1978 wurde Wallmershof im Zuge der Gebietsreform in Bayern nach Uehlfeld eingemeindet.

## Einwohnerentwicklung
| Jahr      | 001824 | 001840 | 001861 | 001871 | 001885 | 001900 | 001925 | 001950 | 001961 | 001970 | 001987 |
| Einwohner | 26     | 17     | 28     | 20     | 20     | 11     | 26     | 27     | 19     | 17     | 24     |
| Häuser    | 4      | 4      |        |        | 3      | 3      | 4      | 4      | 4      |        | 6      |
| Quelle    | [ 10 ] | [ 11 ] | [ 12 ] | [ 13 ] | [ 14 ] | [ 15 ] | [ 16 ] | [ 17 ] | [ 18 ] | [ 19 ] | [ 1 ]  |

## Religion
Der Ort ist evangelisch-lutherisch geprägt und bis heute nach St. Roswinda (Schornweisach) gepfarrt.